# Pierre Perrin (homme politique)
Pour les articles homonymes, voir Pierre Perrin et Perrin.
Pierre Perrin, né le 30 décembre 1918 à Saint-Laurent-du-Pont et mort le 8 août 2009 dans la même ville, est un homme politique français.

## Biographie
Pierre Perrin est négociant en bois.
Il devient sénateur de l'Isère le 22 septembre 1974. Il siège avec le RASNAG au Sénat où il est membre de la commission des affaires économiques. Il ne se représente pas aux sénatoriales de 1983 et termine son mandat le 2 octobre 1983.
Dans l'affaire de l'incendie du 5-7 en novembre 1970, le Tribunal de grande instance de Lyon, le 20 novembre 1972, l'a condamné en première instance à dix mois de prison avec sursis.

## Détail des fonctions et des mandats
Mandat parlementaire
- 22 septembre 1974 - 2 octobre 1983 : Sénateur de l'Isère